# Crocodylus anthropophagus
Espèce
Crocodylus anthropophagus est une espèce fossile de crocodiles du Pléistocène inférieur (Gélasien) de la Tanzanie. Il vivait il y a environ entre 2,58 et 1,80 millions d'années, et c'était un superprédateur de grande taille atteignant une longueur de 7,50 m.

## Étymologie
Crocodylus anthropophagus a été nommé pour la première fois par Christopher A. Brochu, Jackson Njau, Robert J. Blumenschine et Llewellyn D. Densmore en 2010. L'épithète spécifique anthropophagus vient du mot grec anthropos qui signifie « humain » et du grec phagos qui signifie « mangeur », en référence à la preuve que cet animal a inclus les hominidés dans son alimentation.

## Distribution
La localité type est la gorge d'Olduvai, au nord de la Tanzanie. Sa localité type est proche de sites à hominidés fossiles comme Homo habilis et Paranthropus boisei. 

## Description

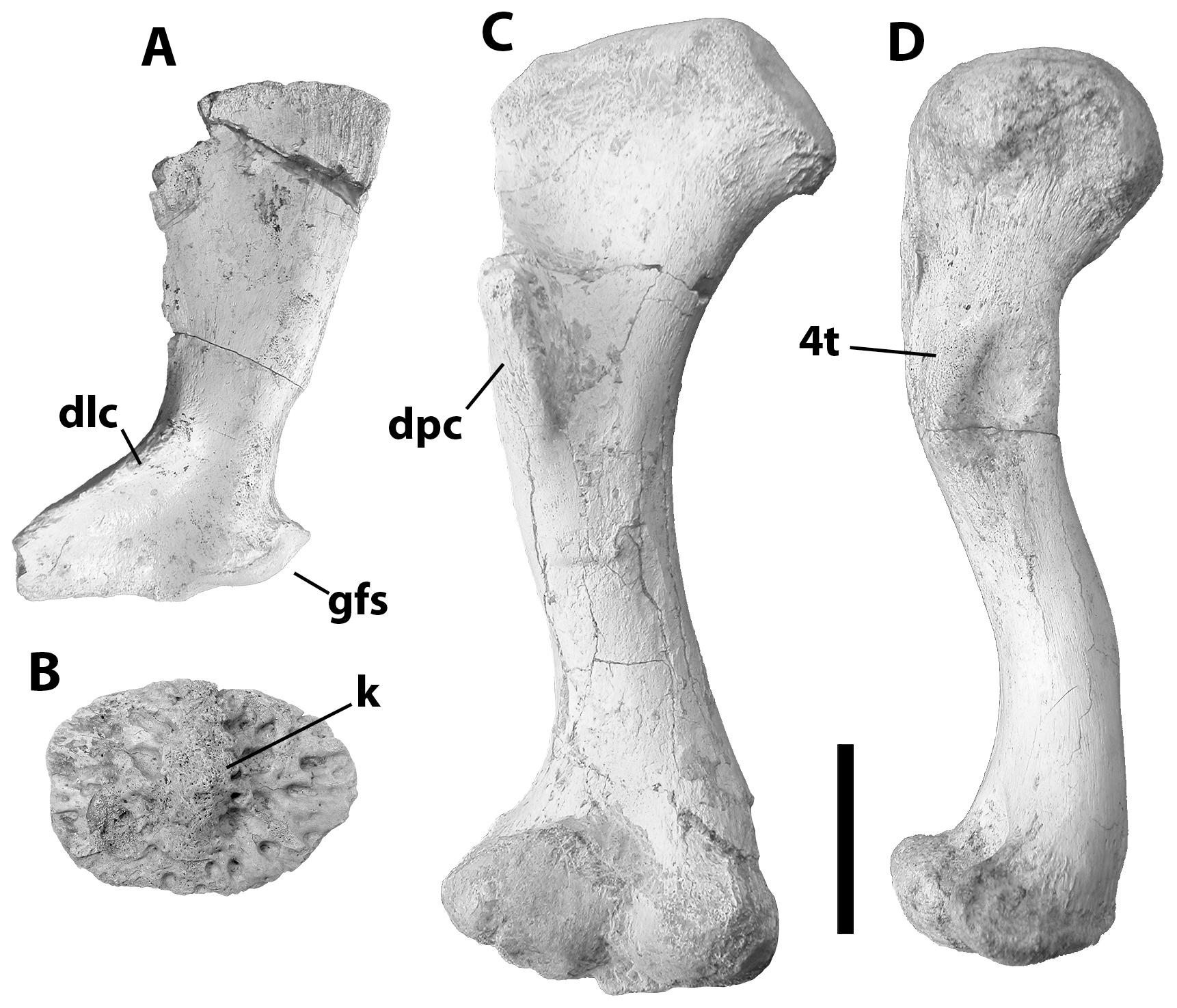
Fossile attribué à Crocodylus anthropophagus.

La description est basée sur l'holotype NNHM-OLD-1001, un crâne partiel et des squelettes post-crâniens. Des spécimens supplémentaires comprennent NHM R.5891, fragments crâniens et post-crâniens, NHM R.5893, crâne et squelette partiel, éléments post-dentaires droits de la mandibule. 
Il avait des cornes triangulaires proéminentes sur les oreilles et un museau relativement profond. Celles-ci ressemblent à celles du crocodile Voay robustus, récemment disparu, mais Crocodylus anthropophagus manque de caractéristiques trouvées parmi les ostéolaémines et des actions dérivées de similitudes avec des espèces vivantes de Crocodylus. Avec ses 7,50 mètres de long il est l'un des plus grands représentants connus de son genre, surpassant la plus grande espèce actuelle (qui est aussi la plus grande espèce de crocodiles actuelle du monde), Crocodylus porosus avec ses 6,14 mètres de long pour le spécimen Lolong. Néanmoins malgré sa taille, il n'atteint pas celles des crocodylomorphes qui ont vécu du milieu du Crétacé jusqu'à la fin du Miocène notamment avec Deinosuchus, Purussaurus, Rhamphosuchus et Sarcosuchus qui pouvait atteindre 10, 11, voire 12 mètres de long pour les deux derniers cités.

## Paléoécologie

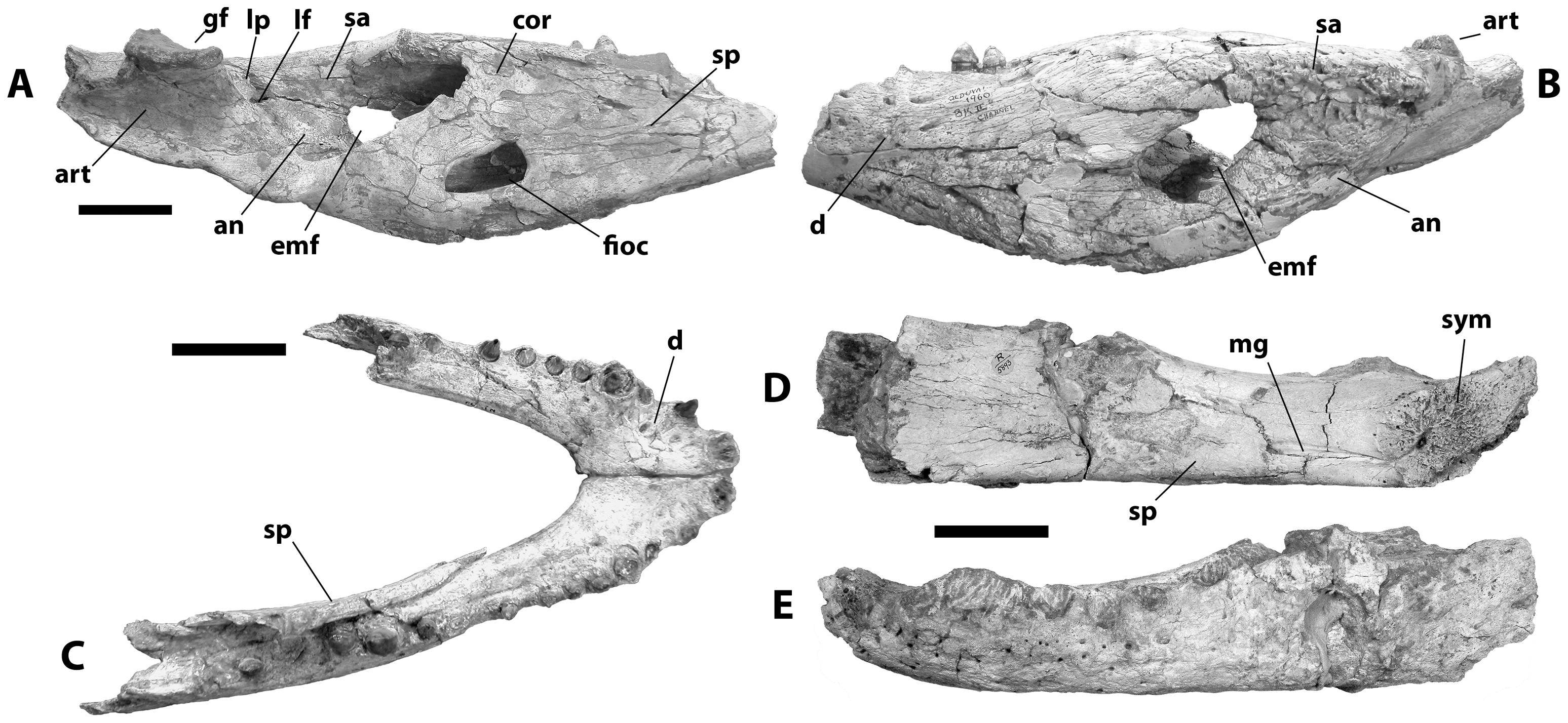
Restes mandibulaires de Crocodylus anthropophagus.

Crocodylus anthropophagus était le plus grand prédateur rencontré par les premiers humains dans la gorge d'Olduvai, comme l'indiquent des fossiles d'hominidés fossiles préservant les traces de morsures de crocodile de ces sites. 